# Абрахам, Карел
Карел Абрахам (чеш. Karel Abraham; род. 2 января 1990, Брно, Чехословакия) — чешский мотогонщик, участник чемпионатов мира по шоссейно-кольцевых мотогонок серий MotoGP и WSBK. В сезоне 2016 выступает в чемпионате WSBK за команду «Milwaukee BMW».

## Биография
В период 1996—2001 годов Карел Абрахам занимался горнолыжным спортом, но полностью изменил спортивные интересы, решив профессионально заниматься мотоспортом. В 2002 и 2003 годах он принимал участие в чешском и европейском чемпионатах по мини-мото. В 2003 году занял третье место в чемпионате Чехии в классе 125сс среди юниоров. В 2004 году принимал участие в чемпионатах Чехии, Германии и Европы.
Карел дебютировал в чемпионате мира по шоссейно-кольцевым мотогонкам MotoGP в классе 125сс в 2005 году, выступая за команду «Aprilia Cardion Semprucci Blauer». В 15 гонках того сезона набрал ни одного очка.
В 2006 году Карел перешёл в новую команду «Cardion AB Motoracing», основанную его отцом. В ней он был единственным гонщиком, лучшим результатом стало одиннадцатое место в Португалии, сезон в целом же закончил на 24-м месте с 8 очками.
В 2007 году Абрахам вместе с командой перешёл в класс 250сс, достигнув наилучшего результата из двух десятых мест (Великобритания и Португалия); сезон закончил на 16-м месте с 31 очками.
В 2008 году его лучшим результатом было два седьмых места (Катар и Италия), сезон закончил опять на 16-м месте, набрав 40 очков. В этом сезоне вынужден был пропустить Гран-При Японии за травмы.
В 2009 году дважды достиг шестого места на этапах (Австралия и Валенсия), сезон завершил 14-м с 74 очками.
В 2010 году на смену класса 250сс был введён новый — Moto2, вследствие чего Карел вместе с командой сменили поставщика мотоцикла: на первых двух этапах Абрахам стартовал на RSV, после чего до конца сезона выступал на FTR. Такие изменения положительно повлияли на результаты чеха: в Валенсии он одержал первую и единственную для себя победу, кроме этого занял третье место на Гран-При Японии, в итоге заняв в сезоне 10-е место, набрав 96 баллов. В этом сезоне чех вынужден был пропустить Гран-При Чехии, Индианаполиса и Сан-Марино в результате травмы, которую получил во время квалификации в Брно.
В 2011 году Карел Абрахам вместе с командой перешёл в «королевский» класс, выбрав поставщиком мотоциклов Ducati. Лучшим результатом стали два седьмых места (Испания и Великобритания), что позволило ему в итоге занять 14-е место с 64 очками.
В 2012 году Абрахам с командой продолжили сотрудничать с Ducati. Лучшим результатом сезона стало седьмое место в Валенсии, что позволило по итогам сезона снова финишировать на 14-м месте с 59 очками.
В сезоне 2013 года Карел продолжил выступать за «Cardion AB Motoracing», выступая на мотоцикле ART, построенном на базе модели Aprilia RSV4. В середине сезона, на Гран-При Индианаполиса, Абрахам получил травму плеча. И, хотя он и выступал на следующем этапе в Чехии, но из-за серьёзности травмы, вынужден был завершить выступления в этом сезоне. За половину гонок сезона, в которых выступал Карл, он набрал лишь 5 очков, заняв 24 место в общем зачёте.
На сезон 2014 Абрахам сменил мотоцикл на клиентский Honda RCV1000R. Это позволило в течение сезона демонстрировать хотя и невысокие, но стабильные результаты. Лучшими стали два 11-х места (в Индианаполисе и Сан Марино). В общем зачёте Карел занял 17-е место.
В следующем сезоне серия травм для Абрахама продолжилась. Из 18 гонок сезона он принял участие лишь в 11, причём в большинстве не финишировал. По итогам чемпионата он не смог набрать ни одного очка. Это, а также финансовые проблемы его отца, который содержал команду, побудили Карела к переходу со следующего сезона в чемпионате WSBK.